# Valerian Tornius
Valerian Tornius (auch: Valerian Hugo Tornius, Pseudonym: Germanicus, * 10. Märzjul. / 22. März 1883greg. in Rybinsk, Russisches Kaiserreich; † 19. Juli 1970 in Leipzig) war ein deutscher Literaturwissenschaftler, Schriftsteller und Übersetzer.

## Leben
Valerian Tornius war der Sohn des Oberarztes Hugo Woldemar Tornius und dessen Frau, der Pianistin Louise Tornius, geborene Baumert. Seine Vorfahren stammten väterlicherseits aus Schweden, mütterlicherseits von der Insel Ösel. Nach dem frühen Tod der Eltern wuchs Valerian Tornius bei seinen Großeltern in dem baltischen Ort Abaushof auf. Von 1894 bis 1903 besuchte er ein humanistisches Gymnasium in Riga, und von 1903 bis 1908 studierte er Germanistik, Philosophie und Geschichte an der Universität Leipzig. Während seines Studiums wurde er 1903 Mitglied der Leipziger Burschenschaft Germania. Während dieser Zeit erschienen auch erste journalistische und literarische Arbeiten. 1908 promovierte Tornius bei seinem akademischen Lehrer Albert Köster mit einer Arbeit über „Goethe als Dramaturg“ zum Doktor der Philosophie. Anschließend lebte er als freier Schriftsteller in Leipzig. 1910 heiratete er zum ersten Mal.
1919 war Tornius Mitbegründer der „Leipziger Volksakademie“, einer der ersten deutschen Volkshochschulen; später fungierte er als Vorsitzender der Leipziger Goethe-Gesellschaft. 1929 heiratete Tornius zum zweiten Mal. Während der Dreißigerjahre und während des Zweiten Weltkriegs verbrachte er den Sommer häufig auf der Insel Frauenchiemsee.
1945 gehörte Tornius in Berlin mit einem Kreis von Autoren um Johannes R. Becher zu den Gründern des „Kulturbundes zur Demokratischen Erneuerung Deutschlands“; später entschied er sich, in Leipzig zu bleiben, wo er vor allem seine Goethe-Forschungen fortsetzte. Daneben unternahm er zahlreiche Vortragsreisen in Deutschland und im europäischen Ausland.
Valerian Tornius, der über breite literarische, historische und musikalische Kenntnisse verfügte, verfasste neben literatur- und kulturhistorischen Abhandlungen Biografien, erzählende Werke und Gedichte und übersetzte Belletristik aus dem Russischen ins Deutsche. Besonders erfolgreich waren Tornius' 1934 erschienener Rembrandt-Roman „Zwischen Hell und Dunkel“, der die Vorlage zu Hans Steinhoffs Spielfilm „Rembrandt“ von 1942 bildete, sowie der Mozart-Roman „Wolfgang Amadé“ von 1957. - Während des Ersten Weltkriegs veröffentlichte Tornius unter dem Pseudonym „Germanicus“ mehrere Pamphlete gegen Deutschlands Kriegsgegner; sein 1938 erschienenes antisowjetisches Werk „Land der Tränen“ stand nach 1945 in der Sowjetzone auf der „Liste der auszusondernden Literatur“.  - Tornius' Nachlass befindet sich in der Stadtbibliothek Leipzig.

## Werke
- Goethe als Dramaturg. Seemann, Leipzig 1909 (Digitalisat).
- Woldemar Sacks. Rothe Leipzig 1909 (Leipziger Musiker; 1).
- Die Empfindsamen in Darmstadt. Klinkhardt & Biermann, Leipzig 1910.
- Der goldene Christus. Schulze, Leipzig 1912.
- Salons. 2 Bde., Klinkhardt & Biermann, Leipzig 1913.
- Die baltischen Provinzen. Teubner, Leipzig [u. a.] 1915 (Aus Natur und Geisteswelt; 542).
- England, die Geißel der Menschheit. Schulze, Leipzig 1915 (Kriegs-Zeitfragen; 1) (unter dem Namen Germanicus).
- Das Gift der Presse im Weltkriege. Schulze, Leipzig 1915 Kriegs-Zeitfragen; 3)  (unter dem Namen Germanicus)
- Das russische Gespenst, Leipzig 1915 (unter dem Namen Germanicus)
- Die Tragödie der baltischen Provinzen, Leipzig 1915 (unter dem Namen Germanicus)
- Klassische Kavaliere, Leipzig 1916
- Das Land der Deutschherren und der Hansa im Osten, Leipzig [u. a.] 1917
- Abenteurer, Leipzig 1919
- Die Dame, Leipzig 1920
- Der ästhetische Tee, Berlin 1921
- Goethes Leben, Berlin
  - 7. 1787 - 1790: Rom und Weimar, 1923
  - 8. 1790 - 1794: Vereinsamung, 1926
  - 9. 1794 - 1798: Der Bund mit Schiller, 1927
- Die gute alte Zeit, Lübeck 1924
- Das Licht im Turm, Leipzig 1924
- Elisa, Lübeck 1925
- Baron Trenck, Stuttgart 1926
- Der Eroberer, Leipzig 1926
- Zeitgemäßer Osterspaziergang, Leipzig 1926
- Mit Goethe durch Thüringen, Leipzig 1927 (zusammen mit Wendelin Paul)
- Der Mörder, Leipzig 1927
- Begegnungen, Leipzig 1928
- Geschichte der Leipziger Burschenschaft Germania, Leipzig 1928 (zusammen mit Emil Knaake und Wolfgang Thiele)
- Cherubin, Leipzig 1929
- Das Buch über die Schokolade, Leipzig 1931
- Die humoristischen Travestien von Goethes Roman "Die Leiden des Jungen Werthers". In: Philobiblon, Jg. 5 (1932), Heft 3, S. 85–90.
- Zwischen Hell und Dunkel. Ein Rembrandt-Roman, Verlag J. Bohn & Sohn, Leipzig 1934
- Deutsches Rokoko, Leipzig 1935
- Das Lied vom Tee, Markkleeberg bei Leipzig 1935
- Das Pfiffikus-Album, Hamburg 1935
- Stern und Unstern der Romanows, Leipzig 1936
- Iwan der Schreckliche und seine Frauen, Berlin 1937
- Land der Tränen, Berlin 1938
- Berühmte Frauen im Spiegel, Leipzig 1940
- Chiemsee-Sonette, Leipzig 1943
- Leipzig im Leben Goethes, Leipzig 1943
- Goethe, Bonn 1949
- Das klassische Weimar, Hattingen (Ruhr) 1949
- Wolfgang Amadé, Leipzig 1957
- Baltisches Nocturno, Prien/Chiemsee 1962
- Musik - mein Leben, Leipzig 1965

## Herausgeberschaft
- Wir Balten!, Leipzig 1906 (herausgegeben zusammen mit Egon Fr. Kirschstein)
- Der Jugend das Beste, Stuttgart 1912
- Johann Wolfgang von Goethe: Goethe über sich selbst, Leipzig 1913
- Giovanni Boccaccio: Das Dekameron, Berlin 1925
- Albert Emil Brachvogel: Friedemann Bach, Berlin 1925
- Giacomo Girolamo Casanova: Memoiren, Berlin
  - 1 (1925)
  - 2 (1925)
  - 3 (1925)
  - 4 (1925)
  - 5 (1925)
  - 6 (1925)
- Georg Büchmann: Geflügelte Worte, Leipzig 1935
- Friedrich Schiller: Schiller-Weisheit, Berlin-Charlottenburg 1935
- Franz Adam Beyerlein zum 70. Geburtstag am 22. März 1941, Leipzig 1941

## Übersetzungen
- Michail P. Arcybašev: Schuster Anton. Morgenschatten, Leipzig 1909
- Konstantin A. Fedin: Raub der Europa, Berlin 1958
- Vsevolod M. Garšin: Die Erzählungen, Leipzig 1956
- Nikolaj V. Gogol': Der Revisor, Leipzig 1934
- Sergej I. Gušev: Erzählungen aus dem russischen Volksleben, Leipzig 1913
- Hermann Lovckij: Lucretia, Leipzig 1910
- Ivan F. Naživin: Unersättliche Seelen, Leipzig 1928
- Dmitri Smolin: Lisinka, die letzte Romanowa, Leipzig 1928
- Ivan S. Turgenev: Das Adelsnest, Leipzig 1954